# Pétur Haraldsson Blöndal
Pétur Haraldsson Blöndal (* 24. Juni 1944 in Reykjavík; † 26. Juni 2015 ebenda) war ein isländischer Politiker (Unabhängigkeitspartei).

## Leben
Nach dem Besuch des Gymnasiums Menntaskólinn í Reykjavík studierte Pétur H. Blöndal an der Universität zu Köln, wo er 1973 mit der Arbeit Explizite Abschätzung des Fehlers im mehrdimensionalen zentralen Grenzwertsatz zum Doktor der Mathematik promoviert wurde. 1982 gehörte er zu den Gründern der Kaupthing Bank.
Er war von 1995 bis 2003 für den damaligen Wahlkreis Reykjavík, 2003–2007 für den Wahlkreis Reykjavík-Süd, 2007–2013 für den Wahlkreis Reykjavík-Nord und seit 2013 wieder für Reykjavík-Süd Mitglied des isländischen Parlaments Althing. Er arbeitete in mehreren Parlamentsausschüssen und war Vorsitzender des Ausschusses für Wirtschaft und Handel (2003–2007) und desjenigen für die OSZE-Parlamentsversammlung (1996–2000).
Am 26. Juni 2015 erlag er im Alter von 71 Jahren einer Krebserkrankung. Seinen Parlamentssitz nahm Sigríður Á. Andersen ein.